# Marjanovkai járás

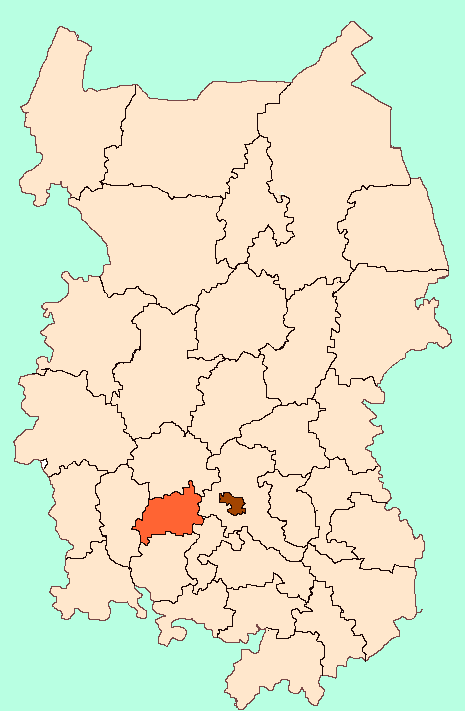
A Marjanovkai járás az Omszki területen

A Marjanovkai járás (oroszul Марьяновский район) Oroszország egyik járása az Omszki területen. Székhelye Marjanovka.

## Népesség
- 1989-ben 30 173 lakosa volt.
- 2002-ben 27 802 lakosa volt.
- 2010-ben 27 595 lakosa volt, melynek 76,77%-a orosz, 8,41%-a német, 6,97%-a kazah, 3,22%-a ukrán, 1,44%-a tatár.